# Saint John (Barbados)
Saint John è una parrocchia di Barbados.
Il territorio ha una superficie di 34 km² ed una popolazione di 8.963 abitanti (censimento 2010).
Il principale centro abitato è Four Roads.